# 국가사회주의 독일 노동자당 해외조직
민족사회주의 독일 노동자당 해외조직 또는 국가사회주의 독일 노동자당 해외조직, 줄여서 NSDAP/AO는 나치당의 외교부 조직 중 하나였다. 이 단어에서 AO는 독일어로 "Auslands-Organisation"(외교조직)의 줄임말이다. 이 단어는 합성어로 한 단어였으나, 나치 독일은 이 단어를 쓸땐 항상 붙임표를 붙여 사용했다.
이 나치당의 특별부서에는 독일국 밖에 살고 있었던 당원들이 있었다. 1931년 5월 1일 그레고어 슈트라서가 주도하여 설립하고 한스 닐란트가 관리하는 "독일국 리더조직"(독일어: Reichsorganisationsleiter)이 수립되었다. 하지만 1933년 5월 8일 닐란트가 함부르크 시 경찰총감이 되면서 이 조직에서 사임하였고, 이후 함부르크 지방정부의 일원이었던 에른스트 빌헬름 뵐레가 "AO"의 수장으로 임명되면서  AO는 나치 독일의 43번째 대관구이자 나치당의 영토외 대관구가 되었다. 이 조직은 독일 여권을 가진 실제 독일국 시민만 속할 수 있었다. 그들의 지역에 살고, 그 나라 국적을 가지고 있던 단순 민족독일인(Volksdeutsche)들은 AO에 참여할 수 없었다.

## 역사
1928년 파라과이와 브라질에서 처음 해외 나치당원들이 합동조직을 가졌다. 1930년대에는 스위스와 미국에서 비슷한 조직이 세워졌다. 이 조직들은 독일 나치당에게 허가를 받아 정식으로 AO로 인정받았다. 1931년 8월 7일 부에노스아이레스 지부 AO가 세워졌다. 그 직후 파라과이 전국위원회(1931년 8월 20일)와 리우데자네이루 지부(1931년 10월 5일)이 수립되었다. 1932년부터는 남아프리카 연방 지역 지부가 수립되면서 독일계 나미비아인 사이에 광풍이 몰아쳤고 지부 이름도 독일령 남서아프리카라고 지었으나, 1934년 금지령을 맞고 해체되었다. 나치당 내의 '지역조직'(Ortsgruppen)에는 최소 25명 이상의 '당동지'(Parteigenossen)들이 있었으며, 소위 '기지조직'(Stützpunkte)에는 5명 이상의 사람들이 속해있었다. 여기에, 큰 규모의 지역조직 같은 경우에는 여러 개의 '블록'(Blöcke)으로 지역을 쪼갤 수도 있었다.
NSDAP/AO의 주요 작업은 독일국의 이해와 관련하여 모든 당동지가 이데올로기 교육을 받고 단결하는 작업이었다. 느슨하게 연합된 해외 거주중인 모든 나치당 당원, 나치당 계열 조직 사람들을 단결시키는 작업을 하고, 독일의 발전을 위하여 나치당의 철학, 이데올로기, 정치 프로그램을 가르치는 교육도 하였다.

## 도미니카 공화국
1940년대 초까지 도미니카 공화국에는 약 50여 개의 NSDAP/AO 조직을 가지고 있었는데, 이는 독일에서 태어나서 도미니카로 이주한 독일인이 150여명, 독일계 사람이 총 합쳐서 300명 정도 있는 것에 비하면 굉장히 많은 수였다. 나치당 조직은 산토도밍고, 푸에르토플라타, 몬테크리스티, 시바오, 산페드로데마코리스 5개 지부로 나뉘어 있었다.

## 스웨덴
스웨덴의 NSDAP/AO 조직은 Landesgruppe Schweden(스웨덴 국내조직)라고 불렀다. 제2차 세계 대전 발발 후 첫해동안은 W. 스텡겔이 있었으나, 이후 한스 그로스맨이 이를 이어받아 우두머리로 활동했다. 스웨덴 내에는 예테보리, 보로스 등의 여러 지역조직이 있었다.

## 같이 보기
- NSDAP/AO (1972년)
- 나치당
- 독일계 미국인 연합
- 나치 독일의 행정 구역

## 참고 문헌
- Balke, Ralf: Hakenkreuz im Heiligen Land : die NSDAP-Landesgruppe Palästina. - Erfurt : Sutton, 2001. - 221 p. : ill. - ISBN 3-89702-304-0
- Ehrich, Emil: Die Auslands-Organisation der NSDAP. - Berlin : Junker u. Dünnhaupt, 1937. - 32 p. - (Schriften der Deutschen Hochschule für Politik : 2, Der organisatorische Aufbau des Dritten Reiches ; 13)
- Farías, Víctor: Los nazis en Chile. - Barcelona : Seix Barral, 2000. - 586 p. : ill., ports. - ISBN 84-322-0849-3
- Gaudig, Olaf: Der Widerschein des Nazismus : das Bild des Nationalsozialismus in der deutschsprachigen Presse Argentiniens, Brasiliens und Chiles 1932 - 1945. - Berlin ; Mannheim : Wissenschaftlicher Verl., 1997. - 538 p. - ISBN 3-932089-01-4. - (Originally presented as the author's thesis (doctoral) - Berlin, Freie Univ., 1994/95). - EUR 57,00
- Jong, Louis de: The German fifth column in the Second World War / translated from the Dutch by C.M. Geyl. - Rev. ed. - London : Routledge, 1956. - 308 p. : maps. - (Translation of: De Duitse vijfde colonne in de Tweede Wereldoorlog)
- Lachmann, Günter: Der Nationalsozialismus in der Schweiz 1931 - 1945 : ein Beitrag zur Geschichte der Auslandsorganisation der NSDAP. - Berlin-Dahlem : Ernst-Reuter-Gesellschaft, 1962. - 107 p. - (Originally presented as the author's thesis (doctoral) - F.U. Berlin, Dec. 18, 1962)
- McKale, Donald M.: The swastika outside Germany. - Kent, Ohio : Kent State Univ. Press, 1977. - xvi, 288 p. - ISBN 0-87338-209-9
- Moraes, Luís Edmundo de Souza: "Konflikt und Anerkennung: Die Ortsgruppen der NSDAP in Blumenau und Rio de Janeiro." Berlin: Metropol Verlag, 2005. 296 p. - ISBN 3-936411-63-8(Originally presented as the author's thesis (doctoral) - Berlin, Technische Universität/Zentrum für Antisemitismusforschung, 2002)
- Müller, Jürgen: Nationalsozialismus in Lateinamerika : die Auslandsorganisation der NSDAP in Argentinien, Brasilien, Chile und Mexiko, 1931 - 1945. - Stuttgart : Akademischer Verlag Heinz, 1997. - 566 p. : ill. - (Historamericana ; 3). - ISBN 3-88099-672-5. - (Originally presented as the author's thesis (doctoral) - Heidelberg, 1994/95). - EUR 34,50
- National Socialism. Basic principles, their application by the Nazi Party's foreign organization, and the use of Germans abroad for Nazi aims / Prepared in the Special Unit of the Division of European Affairs by Raymond E. Murphy, Francis B. Stevens, Howard Trivers, Joseph M. Roland. - Washington : United States of America, Department of State, 1943. - pp. vi. 510.